# PowerPC 750

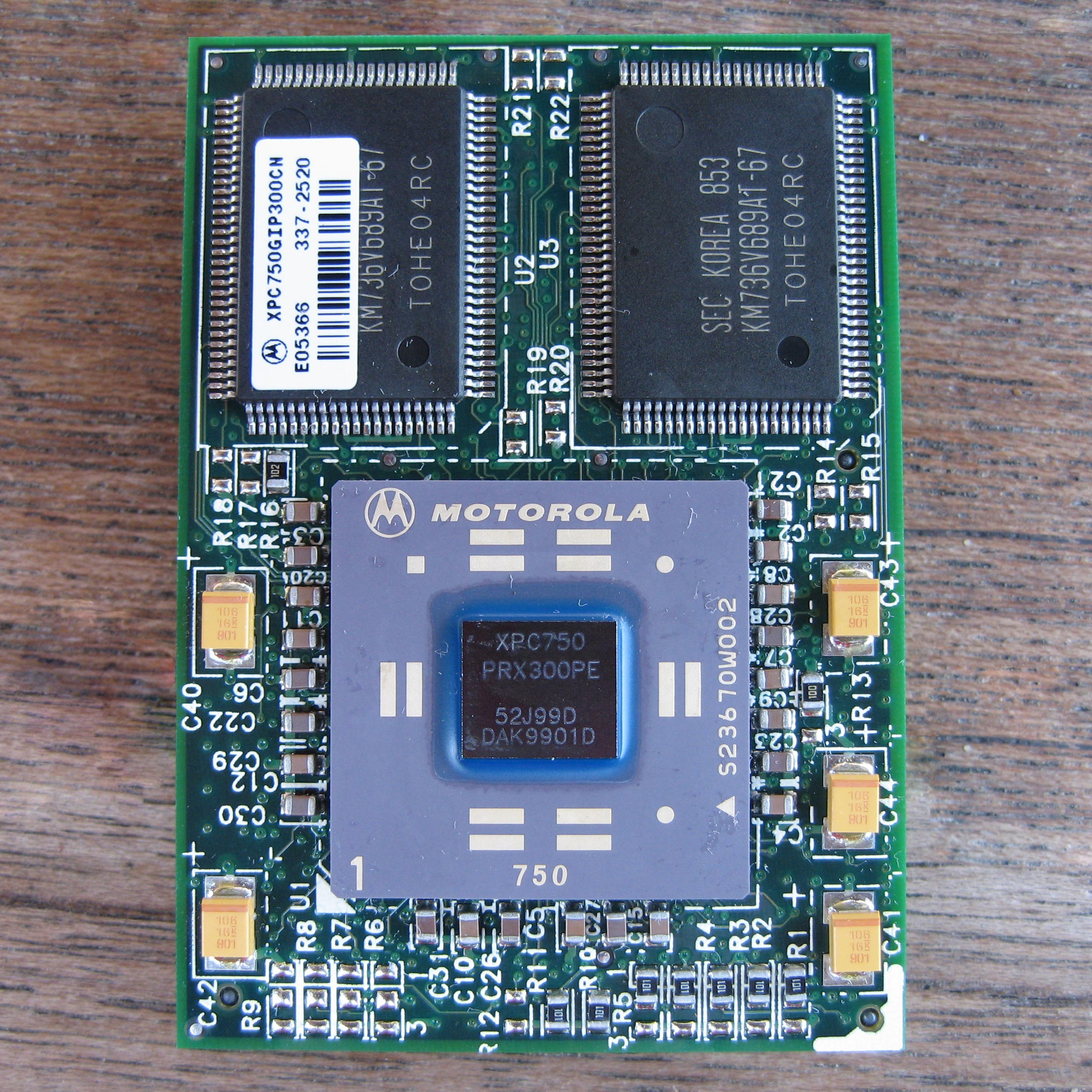
En 300 MHz PowerPC 750-processor på en CPU-modul från en PowerMac G3.

PowerPC 750-familjen är den tredje generationen PowerPC-processorer, utvecklade av AIM-alliansen. Den kallas även "PowerPC G3". G3-namnet används ofta felaktigt för att beskriva en enskild processormodell när det i själva verket handlar om en hel familj från olika tillverkare.
G3:orna är PowerPC-baserade RISC-processorer. G3-namnet användes av Apple för sina PowerMac G3, PowerBook G3, men myntades från början av Motorola som använde det som ett kodnamn under utvecklingen. Den lilla storleken, relativa kraftfullheten och låga strömförbrukning gjorde G3-processorer lämpliga i bärbara datorer men används också flitigt i inbäddade tillämpningar såsom skrivare, strogare-lösningar, satelliter och spelkonsoler. De användes också i andra datorer än de från Apple, till exempel nyare Amigor och PegasosPPC.
PowerPC 750-familjen har sina brister, exempelvis avsaknad av stöd för symmetrisk multiprocessing, SIMD-funktioner och en relativt svag flyttalsenhet. Motorolas PowerPC 7400-familj tog över där G3:orna inte räckte till.

## PowerPC 740/750
PowerPC 740/750 (kodnamn "Arthur") introducerades 1997 som en ersättare till PowerPC 603e. Förbättringar inkluderar snabbare minnesbuss (66 MHz), större L1-cache (32 kB data och 32 kB instruktion), förbättrade heltals- och flyttalsenheter, och högre frekvens. 750-modellen hade också stöd för externt L2-cache på 256, 512 eller 1024 kB.
740/750 hade 6,35 miljoner transistorer och tillverkades till en början av IBM och Motorola i en aluminiumbaserad process. Chippet mäter 67 mm² vid 0,26 μm och de nådde hastigheter upp till 366 MHz och konsumerade 7,3 W. 1999 använde IBM en kopparbaserad process vid 0,26 μm och kunde därmed öka frekvensen till 500 MHz samtidigt som strömförbrukningen minskade till 6 W och chipstorleken till 40 mm².
PowerPC 740 presterade något bättre än Pentium II medan den drog långt mindre ström och var betydligt mindre i storlek. Det externa L2-cachet hos 750 ökade prestandan med upp till 30% i de flesta situationer. Designen var så framgångsrik att den snart slog PowerPC 604e vilket ledde till att en efterföljare till den lades ner.
PowerPC 750 användes i många datorer från Apple, bland annat den första iMac:en.

### RAD750
RAD750 är en strålningsförstärkt processor baserad på PowerPC 750. Den är konstruerad att användas i miljöer med mycket joniserande strålning, t.ex. ombord på satelliter. RAD750 släpptes 2001. Mars Reconnaissance Orbiter hade en RAD750 ombord. RAD750 paktetering och processor kostar uppåt $200 000. Det höga priset beror på de speciella åtgärder man vidtagit i jakt på strålningsbeständighet, stringent kvalitetskontroll och rigorös testning av varje enskild processor.
Processorn har 10,4 miljoner transistorer, tillverkas av BEA Systems med en 250 nm-process och har en chip-area på 130 mm². Den körs i frekvenser mellan 133 och 166 MHz. Processorn själv kan 200 000 rad och temperaturer mellan -55°C och 125°C.

## PowerPC 745/755
Motorola reviderade 740/50-designen 1998 och krympte chip-storleken till 51 mm² tack vare en ny aluminiumbaserad tillverkningsteknik på .22 μm. Hastigheten ökade till 600 MHz. 755 användes i några iBook-modeller. Efter denna processor valde Motorola att inte vidareutveckla G3-processorer till fördel för deras PowerPC 7400-familj och andra processorer.

## PowerPC 750CX
IBM fortsatte dock utvecklingen och släppte 750CX (kodnamn Sidewinder) 2000 med 256 kB internt L2-cache som förbättrade prestandan samtidigt som de reducerade strömförbrukning och komplexitet. Vid 400 MHz drog den mindre än 4 W. 750CX hade 20 miljoner transistorer, inklusive L2-cachet. Den tillverkades på en kopparbaserad 0,18 μm-process och hade en chip-storlek på 43 mm². 750CX användes bara i en iMac-revision.

## PowerPC 750CXe
750CXe (kodnamn Anaconda) introducerades 2001 och var en mindre revidering av 750CX som höjde frekvensen till 700 MHz och minnesbussen till 133 MHz. Flertalet iBook- och iMac-modeller använde denna processor.
En kostnadsreducerad variant av 750CXe, kallad 750CXr, finns tillgänglig vid lägre frekvenser.

### Gekko
Gekko är den specialbyggda processorn till spelkonsolen Nintendo Gamecube. Den är baserad på 750CXe men inkluderar ytterligare ett 50-tal instruktioner och en modifierad flyttalsenhet som klarar viss SIMD-funktionalitet. Den har 256 kB internt L2-cache, körs i 485 MHz och är tillverkad av IBM i en 180 nm-process. Chippet är 43 mm² stort.

## PowerPC 750FX
750FX (kodnamn Sahara) kom 2002 och ökade frekvensen till 900 MHz, busshastigheten till 166 MHz och storleken på L2-cachet till 512 kB. Den är tillverkad på en kopparbaserad 130 nm-process med Low-K-dielektrik och SOI-teknik. 750FX har 39 miljoner transistorer, är 35 mm² stor och drar mindre än 4 W vid normal last vid 800 MHz. Det var den sista G3-processorn som Apple använde.
En strömsnål variant av 750FX finns tillgänglig kallad 750FL.

## PowerPC 750GX
750 GHX (kodnamn Gobi) släpptes 2004 och är den senaste och kraftfullaste G3-processorn från IBM. Den har ett L2-cache på 1 MB, högsta frekvens på 1,1 GHz, stöder en systembuss på 200 MHz, bland andra förbättringar jämfört med 750FX. Den är tillverkad på en kopparbaserad 130 nm-process med Low-K-dielektrik och SOI-teknik. 750FX har 44 miljoner transistorer, är 52 mm² stor och drar mindre än 9 W vid normal last vid 1 GHz.
En strömsnål variant av 750GX finns tillgänglig kallad 750GL.

## PowerPC 750CL
750CL är en vidareutvecklad 750CXe med nästan identiska specifikationer fast med hastigheter från 400 MHz till 1 GHz. 750CL tillverkas i 90 nm i en process som använder låg dielektricitetskonstant och kisel-på-isolatorteknik. Den har 20 miljoner transistorer, är 16 mm² och drar max 5,5 W vid 700 MHz.

## Framtiden
IBM har ännu inte tillkännagivit någon uppföljare till 750GX eller någon annan förlängning av 750-familjen. Rykten säger att IBM vid en tidpunkt hade en 750-processor, kodnamn Mojave eller 750VX, under utveckling med SMP- och VMX-stöd, men denna design har aldrig officiellt erkänts och antas vara nerlagd.
Freescale har i princip lagt ner utvecklingen av 750-processorer till fördel för processorer baserade på e500-kärnan (PowerQUICC III) och e600 (PowerPC G4).

### Broadway
Broadway är processorn i Nintendos spelkonsol Wii. Mycket få uppgifter om den är bekräftade av Nintendo men den är designad och tillverkad av IBM baserad på en 90 nm SOI-process. Enligt rykten på flera webbsajter och faktumet att GameCube-spel ska kunna köra utan modifikation antyder att Broadway är en evolution av Gekko med en frekvens på 792 MHz. Som sådan skulle den alltså vara en PowerPC 750-variant. Detta är dock inte bekräftat av Nintendo och är fortfarande spekulationer.